# Ecuación de Binet
La ecuación de Binet, formulada por el matemático y astrónomo francés Jacques Philippe Marie Binet (1786-1856), proporciona el valor de una fuerza central dada la forma de una órbita sobre un plano en coordenadas polares. La ecuación también se puede usar para deducir la forma de una órbita de acuerdo con una ley de fuerzas dada, pero esto generalmente implica la solución de un sistema no lineal de ecuaciones diferenciales ordinarias de segundo orden. Una solución única es imposible en el caso del movimiento circular alrededor de una fuerza central.

## Ecuación
La forma de una órbita a menudo se describe ventajosamente en términos de la distancia relativa {\displaystyle r} en función del ángulo {\displaystyle \theta }. Para la ecuación de Binet, la forma orbital se describe más concisamente por el {\displaystyle u=1/r} recíproco de la distancia como una función de {\displaystyle \theta }. El momento angular específico se define como {\displaystyle h=L/m}, donde {\displaystyle L} es el momento angular y {\displaystyle m} es la masa. La ecuación de Binet, deducida en la siguiente sección, da la fuerza en términos de la función {\displaystyle u(\theta )}:
{\displaystyle F({u}^{-1})=-mh^{2}u^{2}\left({\frac {\mathrm {d} ^{2}u}{\mathrm {d} \theta ^{2}}}+u\right).}

## Demostración
Las leyes de Newton para una fuerza central pura especifican que 
{\displaystyle F(r)=m({\ddot {r}}-r{\dot {\theta }}^{2}).}
El momento angular requiere 
{\displaystyle r^{2}{\dot {\theta }}=h={\text{constante}}.}
Las derivadas de {\displaystyle r} con respecto al tiempo pueden reescribirse como derivadas de {\displaystyle u=1/r} con respecto al ángulo:
{\displaystyle {\begin{aligned}&{\frac {\mathrm {d} u}{\mathrm {d} \theta }}={\frac {\mathrm {d} }{\mathrm {d} t}}\left({\frac {1}{r}}\right){\frac {\mathrm {d} t}{\mathrm {d} \theta }}=-{\frac {\dot {r}}{r^{2}{\dot {\theta }}}}=-{\frac {\dot {r}}{h}}\\&{\frac {\mathrm {d} ^{2}u}{\mathrm {d} \theta ^{2}}}=-{\frac {1}{h}}{\frac {\mathrm {d} {\dot {r}}}{\mathrm {d} t}}{\frac {\mathrm {d} t}{\mathrm {d} \theta }}=-{\frac {\ddot {r}}{h{\dot {\theta }}}}=-{\frac {\ddot {r}}{h^{2}u^{2}}}\\\end{aligned}}}
Usando estas dos expresiones, se tiene que
{\displaystyle F=m({\ddot {r}}-r{\dot {\theta }}^{2})=-m\left(h^{2}u^{2}{\frac {\mathrm {d} ^{2}u}{\mathrm {d} \theta ^{2}}}+h^{2}u^{3}\right)=-mh^{2}u^{2}\left({\frac {\mathrm {d} ^{2}u}{\mathrm {d} \theta ^{2}}}+u\right)}

## Ejemplos

### Problema de Kepler
El Problema de Kepler tradicional del cálculo de las proporciones óptimas gobernadas por una fuerza regida por la ley de la inversa del cuadrado puede interpretarse a partir de la ecuación de Binet como la solución a la ecuación diferencial
{\displaystyle {\frac {\mathrm {d} ^{2}u}{\mathrm {d} \theta ^{2}}}+u={\text{constante}}>0.}
Si el ángulo {\displaystyle \theta } se mide desde el ápside, entonces la solución general para la órbita expresada en coordenadas polares (recíprocas) es
{\displaystyle lu=1+\varepsilon \cos \theta .}
La ecuación polar anterior describe curvas cónicas, con {\displaystyle l} siendo la semianchura recta y {\displaystyle \varepsilon } la excentricidad orbital.
La ecuación relativista derivada para las coordenadas de Schwarzschild es
{\displaystyle {\frac {\mathrm {d} ^{2}u}{\mathrm {d} \theta ^{2}}}+u={\frac {r_{s}c^{2}}{2h^{2}}}+{\frac {3r_{s}}{2}}u^{2}}
donde {\displaystyle c} es la velocidad de la luz y {\displaystyle r_{s}} es el radio de Schwarzschild. Y para la métrica de Reissner-Nordström se obtiene
{\displaystyle {\frac {\mathrm {d} ^{2}u}{\mathrm {d} \theta ^{2}}}+u={\frac {r_{s}c^{2}}{2h^{2}}}+{\frac {3r_{s}}{2}}u^{2}-{\frac {GQ^{2}}{4\pi \varepsilon _{0}c^{4}}}\left({\frac {c^{2}}{h^{2}}}u+2u^{3}\right)}
donde {\displaystyle Q} es la carga eléctrica y {\displaystyle \varepsilon _{0}} es la constante dieléctrica del vacío.

### Problema inverso de Kepler
Considérese el problema inverso de Kepler. ¿Qué tipo de ley de fuerza produce una órbita elíptica no circular (o más generalmente, una sección cónica no circular) en torno a un foco de la elipse?
Para averiguarlo, se diferencia dos veces la ecuación polar anterior para una elipse, de lo que resulta:
{\displaystyle l\,{\frac {\mathrm {d} ^{2}u}{\mathrm {d} \theta ^{2}}}=-\varepsilon \cos \theta .}
La ley de la fuerza es por lo tanto
{\displaystyle F=-mh^{2}u^{2}\left({\frac {-\varepsilon \cos \theta }{l}}+{\frac {1+\varepsilon \cos \theta }{l}}\right)=-{\frac {mh^{2}u^{2}}{l}}=-{\frac {mh^{2}}{lr^{2}}},}
que es la ley del cuadrado inverso. Al combinar el parámetro {\displaystyle h^{2}/l} orbital con valores físicos como {\displaystyle GM} o {\displaystyle k_{e}q_{1}q_{2}/m}, se reproducen la ley de gravitación universal o la ley de Coulomb respectivamente.
La fuerza efectiva para las coordenadas de Schwarzschild es
{\displaystyle F=-GMmu^{2}\left(1+3\left({\frac {hu}{c}}\right)^{2}\right)=-{\frac {GMm}{r^{2}}}\left(1+3\left({\frac {h}{rc}}\right)^{2}\right)}.
donde el segundo término es una fuerza inversamente cuadrática, correspondiente a efectos cuadrupolares, como el desplazamiento angular del ápside (también se puede obtener a través de potenciales retardados.).
Según el formalismo postnewtoniano parametrizado se obtiene
{\displaystyle F=-{\frac {GMm}{r^{2}}}\left(1+(2+2\gamma -\beta )\left({\frac {h}{rc}}\right)^{2}\right)}.
donde {\displaystyle \gamma =\beta =1} para la relatividad general y {\displaystyle \gamma =\beta =0} en el caso clásico.

### Espirales de Cotes
Una ley de fuerza cúbica inversa tiene la forma
{\displaystyle F(r)=-{\frac {k}{r^{3}}}.}
Las órbitas de una ley cúbica inversa se conocen como espirales de Cotes. La ecuación de Binet muestra que las órbitas deben ser soluciones a la ecuación
{\displaystyle {\frac {\mathrm {d} ^{2}u}{\mathrm {d} \theta ^{2}}}+u={\frac {ku}{mh^{2}}}=Cu.}
La ecuación diferencial tiene tres tipos de soluciones, en analogía con las diferentes secciones cónicas del problema de Kepler. Cuando {\displaystyle C<1}, la solución es una epispiral, incluido el caso degenerado de una línea recta cuando {\displaystyle C=0}. Cuando {\displaystyle C=1}, la solución es una espiral hiperbólica. Cuando {\displaystyle C>1} la solución es la espiral de Poinsot.

### Movimiento circular fuera del eje
Aunque la ecuación de Binet no proporciona una ley de fuerza única para el movimiento circular sobre el centro de la fuerza, la ecuación puede proporcionar una ley de fuerza cuando el centro del círculo y el centro de la fuerza no coinciden. Considérese por ejemplo una órbita circular que pasa directamente a través del centro de la fuerza. Una ecuación polar (recíproca) para tal órbita circular de diámetro {\displaystyle D} es
{\displaystyle D\,u(\theta )=\sec \theta .}
Diferenciando {\displaystyle u} dos veces y haciendo uso de la identidad pitagórica da
{\displaystyle D\,{\frac {\mathrm {d} ^{2}u}{\mathrm {d} \theta ^{2}}}=\sec \theta \tan ^{2}\theta +\sec ^{3}\theta =\sec \theta (\sec ^{2}\theta -1)+\sec ^{3}\theta =2D^{3}u^{3}-D\,u.}
La ley de la fuerza es así
{\displaystyle F=-mh^{2}u^{2}\left(2D^{2}u^{3}-u+u\right)=-2mh^{2}D^{2}u^{5}=-{\frac {2mh^{2}D^{2}}{r^{5}}}.}
Téngase en cuenta que resolver el problema inverso general, es decir, construir las órbitas de una ley de fuerza atractiva inversamente quíntica {\displaystyle 1/r^{5}}, es un problema considerablemente más difícil porque es equivalente a resolver
{\displaystyle {\frac {\mathrm {d} ^{2}u}{\mathrm {d} \theta ^{2}}}+u=Cu^{3}}
que es una ecuación diferencial no lineal de segundo orden.